# جايسون ريتشاردز (سائق سباق)
جايسون ريتشاردز (بالإنجليزية: Jason Richards)‏ هو سائق سباق نيوزيلندي، ولد في 10 أبريل 1976 في مدينة نيلسون في نيوزيلندا، وتوفي في 15 ديسمبر 2011 في ملبورن في أستراليا بسبب سرطان.